# IJsland op het Eurovisiesongfestival 2006
IJsland nam deel aan het Eurovisiesongfestival 2006 in Athene, Griekenland. Het was de 19de deelname van het land op het Eurovisiesongfestival. De inzending werd gekozen via een nationale finale. RUV was verantwoordelijk voor de IJslandse bijdrage voor de editie van 2006.

## Selectieprocedure
Nadat de IJslandse inzendingen in 2004 en 2005 intern waren geselecteerd, werd er dit jaar weer voor gekozen een nationale finale te organiseren, Laugardagslögin.
In totaal deden er 15 artiesten mee aan deze finale en de winnaar werd gekozen door middel van televoting.
Enkel de top 3 werd bekendgemaakt.

| №  | Lied                    | Artiest                                       | Punten | Plaats |
| -- | ----------------------- | --------------------------------------------- | ------ | ------ |
| 1  | Eldur nýr               | Ardís Ólöf                                    | -      | -      |
| 2  | Stundin - staðurinn     | Edgar Smári Atlason & Þóra Gísladóttir        | -      | -      |
| 3  | Útópía                  | Dísella Lárusdóttir                           | -      | 5      |
| 4  | Flottur karl, Sæmi rokk | Magni Ásgeirsson                              | -      | -      |
| 5  | Það sem verður          | Friðrik Ómar                                  | 9942   | 3      |
| 6  | Sést það ekki á mér?    | Matthías Matthíasson                          | -      | -      |
| 7  | 100% hamingja           | Heiða                                         | -      | -      |
| 8  | Strengjadans            | Davíð Olgeirsson                              | -      | -      |
| 9  | Andvaka                 | Guðrún Árný Karlsdóttir                       | -      | 6      |
| 10 | Hjartaþrá               | Sigurjón Brink                                | -      | -      |
| 11 | Til hamingju Ísland     | Silvía Nótt                                   | 70190  | 1      |
| 12 | Á ég?                   | Bjartmar Þórðarson                            | -      | -      |
| 13 | Mynd af þér             | Birgitta Haukdal                              | -      | 4      |
| 14 | 100%                    | Rúna Stefánsdóttir & Brynjar Már Valdimarsson | -      | 7      |
| 15 | Þér við hlið            | Regína Ósk                                    | 30018  | 2      |

## In Athene
De IJslandse inzending deed Europa de wenkbrauwen fronsen. Het lied Til hamingju Ísland, dat in het Engels werd vertaald als Congratulations, bleek doorspekt met platte en provocerende uitdrukkingen. Zangeres Silvia Night beweerde in het nummer dat ze Gods favoriete persoon op aarde was en dat ze beter was dan alle andere deelnemers van dat jaar. De meeste verontwaardiging wekte Congratulations echter door het zinnetje The vote is in, I'll fucking win. Nooit eerder was er in een songfestivalliedje zulk taalgebruik gebezigd, en de Griekse organisatie van het liedjesfestijn waarschuwde de IJslandse delegatie ook dat dit in strijd was met de regels. Night trok zich hier echter niets van aan en liep in Athene rond als een keizerin die op haar wenken bediend moest worden. Tijdens een persconferentie werd een journalist, die het had 'gewaagd' haar rechtstreeks in de ogen te kijken, de deur gewezen. Night zocht ruzie met een fan en deinsde er ook niet voor terug om andere deelnemers hard te schofferen, waaronder Carola uit Zweden en Treble uit Nederland. Ook technici werden uitgescholden.
In de dagen voorafgaand aan het songfestival kwam Europa erachter dat Silvia Night het alter ego was van comédienne Ágústa Eva Erlendsdóttir. Dat haar hele show een act was die met een flinke korrel zout moest worden genomen wisten velen al langer, hoewel over het algemeen de humor er niet van werd ingezien. Desondanks zorgde het optreden van Night in de halve finale voor minder controverse dan verwacht. Tijdens haar nummer werd er bijvoorbeeld niet gescholden op het podium (I'll fucking win werd I'll freaking win). Night werd tijdens en na het nummer echter wel uitgefloten en uitgejouwd door het publiek, iets dat in de geschiedenis van het songfestival nog maar zelden was voorgekomen. Uiteindelijk ging Night ook niet door naar de finale; verrassend, omdat velen dat ondanks alles wel hadden verwacht. Ze eindigde als dertiende met 62 punten. Night ging vervolgens door het lint en probeerde van een brug te springen. Het was de tweede keer op rij dat IJsland in de halve finale werd uitgeschakeld.
Nederland en België hadden geen punten over voor deze inzending.

### Gekregen punten

#### Halve Finale
| 12 punten                       | 10 punten | 8 punten   | 7 punten                                      | 6 punten                                                         |
| ------------------------------- | --------- | ---------- | --------------------------------------------- | ---------------------------------------------------------------- |
|                                 |           |            | - Denemarken - Finland - Litouwen - Noorwegen | - Spanje - Zweden                                                |
| 5 punten                        | 4 punten  | 3 punten   | 2 punten                                      | 1 punt                                                           |
| - Estland - Verenigd Koninkrijk |           | - Portugal | - Ierland - Servië en Montenegro              | - Bosnië en Herzegovina - Frankrijk - Kroatië - Letland - Monaco |

### Punten gegeven door IJsland

#### Halve Finale
Punten gegeven in de halve finale:
| 12 punten | Finland               |
| 10 punten | Zweden                |
| 8 punten  | Litouwen              |
| 7 punten  | Bosnië en Herzegovina |
| 6 punten  | Rusland               |
| 5 punten  | Oekraïne              |
| 4 punten  | België                |
| 3 punten  | Polen                 |
| 2 punten  | Ierland               |
| 1 punt    | Nederland             |

#### Finale
Punten gegeven in de finale:
| 12 punten | Finland               |
| 10 punten | Litouwen              |
| 8 punten  | Denemarken            |
| 7 punten  | Zweden                |
| 6 punten  | Oekraïne              |
| 5 punten  | Rusland               |
| 4 punten  | Noorwegen             |
| 3 punten  | Bosnië en Herzegovina |
| 2 punten  | Roemenië              |
| 1 punt    | Ierland               |